# Žvakaći mišić
Žvakaći mišić (lat. musculus masseter)  je paran mišić glave, četverokutastog oblika. Mišić spada u skupinu žvačnih mišića. Mišić inervira lat. nervus mandibularis. 

## Polazište i hvatište
Mišić se sastoji od dva dijela:
- površni dio mišića polazi sa sponičnog luka (prednje dvije trećine) i sponične kosti, ide prema dolje i hvata se za donju čeljust.
- duboki dio mišića sponičnog luka (stražnje trećine), idu prema dolje, križaju se s površnim dijelom mišića i hvataju se za donju čeljust.